# Avdo Humo
Avdo Humo (Mostar, 1914. — Opatija, 1983.), bosanskohercegovački autor i političar. Bio je jedan od najznačajnijih i najutjecajnijih bošnjačkih osobnosti 20. stoljeća. Nećak je književnika Hamze Hume. 

## Životopis
Avdo Humo je rođen u Mostaru 1914. i potjecao je iz vrlo ugledne i imućne aginske obitelji. Osnovnu školu završio je u rodnom mjestu. Gimnaziju je pohađao u Mostaru, a zbog isključenja nastavio i završio u Bihaću. U Beogradu je diplomirao na Filozofskom fakultetu, studij svjetske i jugoslavenske književnosti. Nacionalnost bosanskohercegovački muslimana bilo je vjerojatno jedino pitanje o kojem se još od studentskih dana u Beogradu nije slagao s Veselinom Maslešom, jednim od najvažnijih jugoslavenskih komunističkih teoretičara, čovjekom koga je inače u drugim stvarima s divljenjem slušao i oduševljavao se njegovim člancima. Za Maslešu su bosanskohercegovački muslimani bili samo "vjerska grupa", a Humo je nalazio argumente protiv Maslešinih teza.
Član SKOJ-a Humo je bio od 1934., a Komunističke partije Jugoslavije od 1935. godine. Humo je jedan od istaknutijih aktivista KPJ pred Drugi svjetski rat. Organizirao je studente iz Bosne i Hercegovine u omladinsko društvo "Petar Kočić" i u sekciju "Neretva". 
Godine 1940. izabran je u Pokrajinski komitet KPJ za BiH. Kao član Pokrajinskog komiteta Komunističke partije Jugoslavije i Glavnog stožera Narodnooslobodilačkog pokreta za Bosnu i Hercegovinu djeluje 1941. godine u Hercegovini na organiziranju oružane borbe. Po zadatku prelazi u Sarajevo i organizuje ilegalni rad gdje djeluje pod konspirativnim imenom "Kulturni". Tom prilikom komandovao je cijelom mrežom ilegalaca među kojima je bio i čuveni Vladimir Valter Perić. Bio je jedan od organizatora održavanja, vjećnik i član ZAVNOBiH-a od Prvog zasjedanja, član Predsjedništva i potpredsjednik ZAVNOBiH-a i član Oblasne narodnooslobodilačke skupštine za Hercegovinu. Također, biran je za vjećnika AVNOJ-a. Humo će sigurno biti zapamćen kao jedna od najvažnijih političkih ličnosti Bosne i Hercegovine u 20. stoljeću, i to prije svega zbog ključne uloge koju je, zajedno s Rodoljubom Čolakovićem i Josipom Brozom Titom, imao u reafirmaciji bosanskohercegovačke državnosti na Prvom zasjedanju ZAVNOBiH-a i Drugom zasjedanju AVNOJ-a.
Godine 1943. bio je jedan od pokretača lista Oslobođenje, a bio je ministar i potpredsjednik vlade Narodne Republike Bosne i Hercegovine, predsjednik Izvršnog vijeća Narodne Skupštine Bosne i Hercegovine, državni sekretar za financije vlade Federativne Narodne Republike Jugoslavije i potpredsjednik Saveznog vijeća Narodne skupštine Jugoslavije. 
Od kraja Drugog svjetskog rata do 1963. godine redovno je biran za republičkog saveznog poslanika. Bio je organizacioni sekretar Pokrajinskog komiteta KPJ za Bosnu i Hercegovinu. Humo je bio i predsjednik Savezne komisije za nuklearnu energiju, te da se uz njega vežu priče o "atomskoj bombi kao najstrože čuvanoj jugoslavenskoj tajni". 
Bio je general-major JNA u rezervi. Njegova supruga Olga, bila je kćerka ministra inostranih poslova Kraljevine Jugoslavije Momčila Ninčića. Olga je također bila jedna od sekretarica Josipa Broza Tita. Njegov stric Hamza Humo je poznati bosanskohercegovački pisac. Početkom 1970-ih Avdo Humo se po uzoru na francuske i talijanske komunističke drugove založio za demokratizaciju socijalističkog društva i uvođenje višepartijskog sustava, čime se razišao s politikom SKJ, te je razriješen svih dužnosti. Pred sam kraj života vrlo pomno istraživao je povijest nastanka građanstva u Bosni i Hercegovini, s posebnim naglaskom na problemu nastanka muslimanskog građanstva i pitanjem nacionalne afirmacije bosanskohercegovački muslimana. Smrt ga je pretekla u namjeri da izloži cjelinu tih izučavanja i promišljanja.
Umro je 24. siječnja 1983. godine u Opatiji. Sahranjen je u Aleji zaslužnih građana na Novom groblju u Beogradu.

## Priznanja
- Orden narodnog heroja
- Orden narodnog oslobođenja
- Orden zasluga za narod
- Orden bratstva i jedinstva
- Orden za hrabrost
- Partizanska spomenica 1941.
- Nagrada ZAVNOBiH-a

## Djela
- Svetozar Marković: filozof i revolucionar (Beograd 1975)
- Godine iskušenja i podviga (Beograd 1977)
- Moja generacija (Beograd, Sarajevo, 1984)

## Vanjske povezice
- Avdo Humo, antifašista, državnik i heroj koji je komandovao i čuvenom Valteru!